# Theodor Hartzheim
Theodor Hartzheim (auch: Harzheim) (* 15. März 1806 in Geyen; † 25. April 1870 ebenda) war ein deutscher Gutsbesitzer und Politiker.

## Leben
Hartzheim war der Sohn des Landwirts und Pulheimer Bürgermeisters Daniel Ferdinand Hartzheim (getauft 14. Januar 1767 in Geyen; † 18. Dezember 1844 ebenda) und dessen Ehefrau Elisabeth Berndgen (getauft 15. Dezember 1776 in Freimersdorf; † 13. Februar 1831 in Geyen). Er war katholisch und heiratete vor 1844 Anna Marie Odilie Therese Wolff († nach 1870).
Hartheim lebte als Gutsbesitzer in Geyen. Von Mai 1840 bis zu seinem Tod 1870 war er Bürgermeister der Bürgermeisterei Pulheim. Von 1854 bis 1856 war er Abgeordneter im Provinziallandtag der Rheinprovinz für den Stand der Landgemeinden im Regierungsbezirk Köln.